# Bukit Jengkol
Bukit Jengkol is een bestuurslaag in het regentschap Langkat van de provincie Noord-Sumatra, Indonesië. Bukit Jengkol telt 5298 inwoners (volkstelling 2010).